# Basza smaku
Basza smaku – turecka powieść z 2016 roku, będąca połączeniem literatury historycznej oraz low fantasy, autorstwa Saygına Ersina. Jej akcja ma miejsce w XVII wieku w Imperium Osmańskim. Opowiada o Kucharzu, który wykorzystując swoje niezwykłe umiejętności kulinarne, planuje zemstę na osobach, które w przeszłości doprowadziły do śmierci jego matki. Powieść została przetłumaczona na język angielski oraz polski.  W Polsce została wydana nakładem wydawnictwa SQN w 2018 roku. 

## Aspekt magiczny w powieści
Jedyną magią występującą w świecie przedstawionym wykreowanym w powieści jest ta dotycząca żywności. Raz na kilka tysięcy lat na świat przychodzi tak zwany basza smaku: osoba, która nie tylko ma doskonały zmysł smaku i zapachu, ale także posiada wrodzony talent do gotowania, tworząc najlepsze potrawy. Ponadto, taki człowiek potrafi przelewać swoje emocje do posiłku, dzięki czemu może w ograniczonym stopniu manipulować tymi, których karmi.

## Miejsce akcji
Akcja toczy się przede wszystkim w Stambule, w Topkapı Sarayı. Przenosi się jednak także na drugi brzeg Cieśniny Bosfor, w okolicę Bursy, do Aleksandrii oraz na Wyspę Oramuz.

## Fabuła
Głównym bohaterem powieści jest Kucharz. Urodził się jako syn jednego z książąt. Gdy w pałacu doszło do zmiany władzy, nowy sułtan rozkazał zabić wszystkich męskich członków rodziny oraz ciężarne kobiety. Kucharz uciekł, dzięki pomocy swojej matki oraz Mistrza Isfendiyara, który zauważył jego talent do gotowania. Chłopiec został przekazany Mistrzowi Ademowi, wybitnemu szefowi kuchni, pracującemu w Domu Uciech. Ten wychowuje i uczy chłopca.
Gdy do Domu Uciech trafia krnąbrna Kamer, między dwójką młodych ludzi rodzi się uczucie. Jej właścicielka jednak zauważa to i po jakimś czasie odsyła dziewczynę do Aleksandrii. Kucharz pogrąża się w smutku i postanawia się dalej uczyć, tym samym zaczynając podróżować. Gdy kończy swoje szkolenie odkrywa, że Kamer tak naprawdę nigdy nie opuściła jego okolicy - tak naprawdę trafiła do haremu sułtana. Młody kucharz zaczyna więc knuć, próbując dostać się do pałacowej kuchni, aby zjednoczyć się z ukochaną i dokonać zemsty na tych, którzy doprowadzili do rzezi w pałacu.

## Bohaterowie
- Kucharz – główny bohater powieści, młody basza smaku.
- Mahir – pomocnik Kucharza w pałacu sułtana.
- Mistrz Adem – nauczyciel Kucharza w Domu Uciech
- Kamer – tancerka, ukochana Kucharza
- Siyavus Aga – okrutny miecznik, który zabił matkę Kucharza
- Mistrz Isfendiyar – kucharz, uratował głównego bohatera od rzezi w pałacu